# Município de Olive (condado de Meigs, Ohio)
O município de Olive (em inglês: Olive Township) é um município localizado no condado de Meigs no estado estadounidense de Ohio. No ano de 2010 tinha uma população de 1.798 habitantes e uma densidade populacional de 17,5 pessoas por km².

## Geografia
O município de Olive encontra-se localizado nas coordenadas 39° 07′ 50″ N, 81° 47′ 38″ O. Segundo o Departamento do Censo dos Estados Unidos, o município tem uma superfície total de 102.75 km², da qual 101,06 km² correspondem a terra firme e (1,64 %) 1,69 km² é água.

## Demografia
Segundo o censo de 2010, tinha 1.798 habitantes residindo no município de Olive. A densidade populacional era de 17,5 hab./km². Dos 1.798 habitantes, o município de Olive estava composto pelo 97,89 % brancos, o 0,11 % eram afroamericanos, o 0,22 % eram amerindios, o 0,28 % eram asiáticos, o 0,39 % eram de outras raças e o 1,11 % eram de uma mistura de raças. Do total da população o 1,06 % eram hispanos ou latinos de qualquer raça.